# Abacetus salzmanni
Abacetus salzmanni là một loài bọ chân chạy thuộc phân họ Pterostichinae. Loài này được Ernst Friedrich Germar mô tả lần đầu năm 1824.